# Peek-a-boo-Boxstil
Der „Peek-a-Boo“-Boxstil („Peek-a-Boo“ abgeleitet vom „Guck-guck-Spiel“, bei dem die Hände das Gesicht verdecken und, nachdem sie kurz zur Seite geklappt werden, „Guck-guck“ gerufen wird) ist eine Art des Boxens, bei dem die Hände vor dem Gesicht des Boxers gehalten werden. Er bietet zusätzlichen Schutz für das Gesicht und vereinfacht das Schlagen mit der Führhand, dem sogenannten Jab, zum Gesicht des Gegners. Der Stil erlaubt schnelle Halsbewegungen, schnelles Ducken und harte Schläge bei der Rückwärtsbewegung durch Aufwärtshaken.
„Peek-a-Boo“-Boxen wurde vom Trainer Cus D’Amato entwickelt. Dabei werden die Unterarme vor das Gesicht gehalten. Die Fäuste befinden sich auf Nasen-/Augenhöhe, entgegenstehend zum normalen Stil, bei dem sich die Fäuste auf Höhe des Kinns befinden. Die Führhandfaust ist leicht vor und die Schlaghandfaust direkt am Kinn.
Weitere Charakteristika sind schnelle Hin- und Herbewegungen (Pendeln) mit dem Kopf beziehungsweise mit dem Oberkörper, rasche Auf- und Abbewegungen (Ducken) mit dem Oberkörper und kombinierte horizontale und vertikale Ausweichmanöver, um den Gegner ins Leere schlagen zu lassen (auch bekannt als „Shifting“ oder „D’Amato Shift“).

## Training
Das Schlagen von Kombinationen wird mit einem Nummernsystem vermittelt. Diese werden an festen Schlagpolstern oder am Sandsack (mit Nummernsystem bedruckt) geübt, bis der Kämpfer in der Lage ist, schnelle Kombinationen zu schlagen.
Die Nummern sind in folgender Anordnung aufgedruckt:
```
        7
     1     2
  3     8     4
     5     6
```

Jede Nummer auf dem Sandsack entspricht einem bestimmten Schlag:
- 7 = Führhand zum Gesicht (Jab)
- 8 = Führhand zum Körper (Jab)
- 1 = Linker Haken zum Kopf (Kinn)
- 2 = Rechte Gerade zum Kopf (Kinn)
- 3 = Linker Aufwärtshaken
- 4 = Rechter Aufwärtshaken
- 5 = Linker Körperhaken
- 6 = Rechter Körperhaken

## Bekannte Boxer mit dem „Peek-a-Boo“-Boxstil
- Mike Tyson: der bekannteste Vertreter dieses Boxstils im Ring
- Floyd Patterson: Gewinner der olympischen Goldmedaille, zweimaliger Weltmeister im Schwergewicht; erster Boxer, der nach dem Verlust des Weltmeistertitels diesen wieder zurückgewinnen konnte; erster Kämpfer, der den Cus D’Amato „Peek-a-Boo“-Boxstil effektiv ausführte.
- Winky Wright
- José Torres
- Miguel Cotto
- Graciano Rocchigiani

## Trainer des „Peek-a-Boo“-Boxstil
- Cus D’Amato: Trainer von Floyd Patterson, Mike Tyson und José Torres sowie Erfinder/Entwickler dieser Art des Boxens
- Teddy Atlas: Amateurtrainer von Mike Tyson
- Kevin Rooney: Amateur- und Profitrainer von Mike Tyson